# 장프랑수아 에르난데스
장프랑수아 에르난데스(프랑스어: Jean-François Hernandez, 프랑스어 발음: [ʒɑ̃ fʁɑ̃swa ɛʁnɑ̃dɛz, - ɛʁnandɛs], 1969년 4월 23일~)는 프랑스의 축구인으로 현역 시절 중앙 수비수로 활동했다. 스페인계 프랑스인으로 축구 선수 루카스 에르난데스와 테오 에르난데스의 아버지이다.

## 구단 경력
장프랑수아 에르난데스는 투르에서 태어난 스페인계 프랑스인으로 프랑스 디비시옹 1의 툴루즈 FC에서 선수 경력을 시작했다. 그는 디비시옹 1의 툴루즈, 소쇼-몽벨리아르에서 총 177경기를 뛰며 3득점을 기록했다. 1995년 7월, 장프랑수아는 디비시옹 2의 올랭피크 드 마르세유로 이적했고 디비시옹 2 1995-96 시즌에 마르세유가 디비시옹 2에서 준우승을 달성하며 디비시옹 1로 승격하는 것을 도왔다.
장프랑수아는 1998년 1월 스페인의 SD 콤포스텔라로 이적하며 라리가 경력을 시작했다. 그는 레알 오비에도와의 1-1 원정 무승부에서 14분 교체 출장하며 라리가 데뷔전을 가졌다. SD 콤포스텔라는 라리가 1997-98 시즌에서 17위를 차지하며 강등 플레이오프를 치르게 되었고, 비야레알 CF와의 플레이오프 1차전 원정경기에서 0대 0으로 비겼지만 플레이오프 2차전 홈경기에서 1대 1의 점수를 얻으며 세군다 디비시온으로 강등되었다.
이후 장프랑수아는 라요 바예카노와 아틀레티코 마드리드에서 뛰며 라리가와 세군다 디비시온에서 선수 생활을 했다. 그는 라요 바예카노에서 뛰던 1999년 8월 22일, 아틀레티코 마드리드와의 에스타디오 비센테 칼데론 원정경기에서 아틀레티코 마드리드를 상대로 선제 득점을 기록했으며 아틀레티코 마드리드에서 뛸 당시 페르난도 토레스의 아틀레티코 마드리드에서의 첫 번째 득점을 목격했다. 그는 아틀레티코 마드리드에서 라요 바예카노로 복귀한 후 2002년 7월 33살의 나이에 선수 경력을 마감했다.

## 개인사
장프랑수아 에르난데스는 로랑스 피(프랑스어: Laurence Py, 프랑스어 발음: [lɔ.ʁɑ̃s pi])와 결혼했고 올랭피크 드 마르세유에서 뛸 때 루카스 에르난데스, 테오 에르난데스를 보았다. 장프랑수아는 2004년(혹은 2001년) 아내와 두 아들들을 두고 가정을 떠나 종적을 감췄고 로랑스 피가 CF 라요 마하다온다에 매일 루카스와 테오를 데려다 주며 그들이 축구 선수로 성장할 수 있도록 물심양면으로 노력했다.
장프랑수아의 첫째 아들 루카스는 2018년 르 파리지앵과의 인터뷰에서 장프랑수아가 아버지의 역할을 다하지 못했다고 말하며 실망감을 드러냈고, 2019년 10월에 있었던 인터뷰에서 장프랑수아로부터 16년 또는 17년 동안 연락을 받지 못했으며 어머니 로랑스 피와 그녀의 가족들이 자신과 동생을 위해 희생한 것을 잊지 않고 있다고 인터뷰했다.
2022년, 레키프는 18년 동안 거취가 묘연했던 장프랑수아가 사촌과 함께 태국으로 이주해 사업을 하다가 2020년 프랑스로 돌아왔다고 보도했다. 루카스, 테오의 이복여동생 로리스 에르난데스(프랑스어: Lauris Hernandez, 프랑스어 발음: [loʁis ɛʁnɑ̃dɛz, - ɛʁnandɛs])는 장프랑수아가 루카스와 테오를 진심으로 그리워하고 그들과 연락을 취하고 싶어하지만 로랑스 피가 아들들과 연락이 닿는 것을 차단했으며 자신이 로랑스 피에게 신체적·정신적 학대를 받았다고 주장했다.